# Ottavio Bugatti
Ottavio Bugatti (Lentate sul Seveso, 23 settembre 1928 o, secondo alcune fonti, tra le quali il fratello Giulio, 25 settembre – San Pellegrino Terme, 13 settembre 2016) è stato un allenatore di calcio e calciatore italiano, di ruolo portiere.

## Carriera

### Giocatore

#### Club
Iniziò la sua carriera militando, al pari di Aldo Boffi, nel Vis Nova di Giussano per passare, nel 1949 al Seregno, dove trovò appunto il trentaquattrenne Boffi ormai al termine della carriera, in Serie C. Conquistata la promozione, Bugatti disputò il campionato 1950-1951 in Serie B con i lombardi.

Plastica parata di Bugatti con la maglia del e la fascia da capitano, nel campionato 1960-1961; davanti a lui, il sampdoriano Sergio Brighenti.

Nella stagione 1951-1952, dopo che col Seregno retrocedette in Serie C e benché Bugatti avesse incassato 67 reti, il Presidente della SPAL, Paolo Mazza, lo acquistò per farlo debuttare da titolare in Serie A, categoria nella quale la squadra di Ferrara era appena stata promossa. In quell'anno Bugatti guadagnò anche il debutto in Nazionale, con cui partecipò anche alle Olimpiadi di Helsinki 1952 dove giocò entrambe le gare: la prima contro gli Stati Uniti (vinta per 8 a 0) e l'ottavo di finale dove gli azzurri persero per 3 a 0 contro i futuri campioni olimpici dell'Ungheria. L'anno successivo contribuì al raggiungimento del nono posto della squadra ferrarese.
Nella stagione 1953-1954 il Presidente Mazza lo cedette al Napoli. Il Presidente degli azzurri partenopei, Achille Lauro, per averlo pagò 55 milioni, all'epoca cifra da primato per un portiere.
A Napoli, dove rimase otto stagioni, Bugatti giocò titolare e tornò a vestire la maglia della Nazionale. Fu proprio con la maglia del Napoli che nel 1956 vinse il Premio Combi quale miglior portiere della Serie A. L'anno successivo realizzò la sua migliore prestazione in campo in Juventus-Napoli (1-3) del 24 novembre 1957 difendendo - benché febbricitante - la porta azzurra dagli assalti bianconeri di Omar Sívori, Giampiero Boniperti e John Charles, determinando l'unica sconfitta casalinga della Juventus in quella stagione.
Nel 1961, retrocesso il Napoli del quale fu anche capitano nella sua ultima stagione in Campania dopo la cessione di Bruno Pesaola al Genoa, passò all'Inter che acquistò assieme a lui il suo ex rivale Lorenzo Buffon di un anno più giovane. Nell'Inter venne utilizzato come portiere di riserva, concludendovi la carriera nel 1964-1965 divenendo, dal 1963, il vice di Giuliano Sarti e giocando, alla soglia dei 37 anni, la sua ultima partita in Serie A a Catania il 10 gennaio 1965 in una vittoria esterna dell'Inter contro gli etnei. Con i nerazzurri scese in campo, oltre alle 25 volte in campionato, anche altre 6 volte in competizioni europee e 2 in Coppa Italia. Con l'Inter vinse gli scudetti del 1963 e del 1965, la Coppa dei campioni nel 1964 e 1965 e la Coppa intercontinentale nel 1964 e nel 1965.

#### Nazionale
In Nazionale ha collezionato complessivamente 7 presenze debuttando il 16 luglio 1952 nella gara Italia-Stati Uniti (8-0).

### Allenatore
Successivamente al ritiro dal calcio giocato, intraprese la carriera di allenatore. Nel campionato di Serie C 1975-1976 sostituì Carmine Longo alla guida della Salernitana. L'anno successivo tornò brevemente a Ferrara, alla guida di una SPAL in crisi: chiamato al posto di Ballico, venne a sua volta sostituito dall'accoppiata Bianchi-Suarez. In seguito allenò le giovanili del Napoli, oltre a ricoprire il ruolo di preparatore dei portieri.
È morto il 13 settembre 2016.

## Statistiche

### Presenze e reti nei club
| Stagione        | Squadra         | Campionato      | Campionato | Campionato | Coppe nazionali | Coppe nazionali | Coppe nazionali | Coppe continentali | Coppe continentali | Coppe continentali | Altre coppe | Altre coppe | Altre coppe | Totale | Totale |
| Stagione        | Squadra         | Comp            | Pres       | Reti       | Comp            | Pres            | Reti            | Comp               | Pres               | Reti               | Comp        | Pres        | Reti        | Pres   | Reti   |
| --------------- | --------------- | --------------- | ---------- | ---------- | --------------- | --------------- | --------------- | ------------------ | ------------------ | ------------------ | ----------- | ----------- | ----------- | ------ | ------ |
| 1949-1950       | Seregno         | C               | ?          | ?          | -               | -               | -               | -                  | -                  | -                  | -           | -           | -           | ?      | ?      |
| 1950-1951       | Seregno         | B               | 36         | -58        | -               | -               | -               | -                  | -                  | -                  | -           | -           | -           | 36     | -58    |
| Totale Seregno  | Totale Seregno  | Totale Seregno  | 36+        | -58+       |                 | -               | -               |                    | -                  | -                  |             | -           | -           | 36+    | -58+   |
| 1951-1952       | SPAL            | A               | 38         | -50        | -               | -               | -               | -                  | -                  | -                  | -           | -           | -           | 38     | -52    |
| 1952-1953       | SPAL            | A               | 34         | -37        | -               | -               | -               | -                  | -                  | -                  | -           | -           | -           | 34     | -37    |
| Totale S.P.A.L. | Totale S.P.A.L. | Totale S.P.A.L. | 72         | -87        |                 | -               | -               |                    | -                  | -                  |             | -           | -           | 72     | -87    |
| 1953-1954       | Napoli          | A               | 34         | -38        | -               | -               | -               | -                  | -                  | -                  | -           | -           | -           | 34     | -38    |
| 1954-1955       | Napoli          | A               | 34         | -40        | -               | -               | -               | -                  | -                  | -                  | -           | -           | -           | 34     | -40    |
| 1955-1956       | Napoli          | A               | 26         | -36        | -               | -               | -               | -                  | -                  | -                  | -           | -           | -           | 26     | -36    |
| 1956-1957       | Napoli          | A               | 32         | -37        | -               | -               | -               | -                  | -                  | -                  | -           | -           | -           | 32     | -37    |
| 1957-1958       | Napoli          | A               | 31         | -44        | CI              | 0               | 0               | -                  | -                  | -                  | -           | -           | -           | 31     | -44    |
| 1958-1959       | Napoli          | A               | 32         | -46        | CI              | 1               | -3              | -                  | -                  | -                  | -           | -           | -           | 33     | -49    |
| 1959-1960       | Napoli          | A               | 33         | -43        | CI              | 3               | -1              | -                  | -                  | -                  | CdA         | 0           | 0           | 36     | -44    |
| 1960-1961       | Napoli          | A               | 34         | -47        | CI              | 1               | -2              | -                  | -                  | -                  | -           | -           | -           | 35     | -49    |
| Totale Napoli   | Totale Napoli   | Totale Napoli   | 256        | -329       |                 | 5               | -6              |                    | -                  | -                  |             | 0           | 0           | 261    | -335   |
| 1961-1962       | Inter           | A               | 5          | -3         | CI              | 0               | 0               | CdF                | 5                  | -7                 | -           | -           | -           | 10     | -10    |
| 1962-1963       | Inter           | A               | 9          | -2         | CI              | 0               | 0               | -                  | -                  | -                  | -           | -           | -           | 9      | -2     |
| 1963-1964       | Inter           | A               | 4          | 0          | CI              | 1               | -4              | CC                 | 0                  | 0                  | -           | -           | -           | 5      | -4     |
| 1964-1965       | Inter           | A               | 6          | -7         | CI              | 0               | 0               | CC                 | 0                  | 0                  | CInt        | 0           | 0           | 6      | -7     |
| Totale Inter    | Totale Inter    | Totale Inter    | 24         | -12        |                 | 1               | -4              |                    | 5                  | -7                 |             | 0           | 0           | 30     | -23    |
| Totale carriera | Totale carriera | Totale carriera | 388+       | -486+      |                 | 6               | -10             |                    | 5                  | -7                 |             | 0           | 0           | 399+   | -503+  |

### Cronologia presenze e reti in nazionale
| Cronologia completa delle presenze e delle reti in nazionale ― Italia | Cronologia completa delle presenze e delle reti in nazionale ― Italia | Cronologia completa delle presenze e delle reti in nazionale ― Italia | Cronologia completa delle presenze e delle reti in nazionale ― Italia | Cronologia completa delle presenze e delle reti in nazionale ― Italia | Cronologia completa delle presenze e delle reti in nazionale ― Italia | Cronologia completa delle presenze e delle reti in nazionale ― Italia | Cronologia completa delle presenze e delle reti in nazionale ― Italia |
| Data                                                                  | Città                                                                 | In casa                                                               | Risultato                                                             | Ospiti                                                                | Competizione                                                          | Reti                                                                  | Note                                                                  |
| --------------------------------------------------------------------- | --------------------------------------------------------------------- | --------------------------------------------------------------------- | --------------------------------------------------------------------- | --------------------------------------------------------------------- | --------------------------------------------------------------------- | --------------------------------------------------------------------- | --------------------------------------------------------------------- |
| 16-7-1952                                                             | Tampere                                                               | Stati Uniti                                                           | 0 – 8                                                                 | Italia                                                                | Olimpiadi 1952 - Qualificazione                                       | -                                                                     |                                                                       |
| 21-7-1952                                                             | Helsinki                                                              | Ungheria                                                              | 3 – 0                                                                 | Italia                                                                | Olimpiadi 1952 - Ottavi di finale                                     | -3                                                                    |                                                                       |
| 26-5-1957                                                             | Lisbona                                                               | Portogallo                                                            | 3 – 0                                                                 | Italia                                                                | Qual. Mondiali 1958                                                   | -3                                                                    |                                                                       |
| 4-12-1957                                                             | Belfast                                                               | Irlanda del Nord                                                      | 2 – 2                                                                 | Italia                                                                | Amichevole                                                            | -2                                                                    |                                                                       |
| 22-12-1957                                                            | Milano                                                                | Italia                                                                | 3 – 0                                                                 | Portogallo                                                            | Qual. Mondiali 1958                                                   | -                                                                     |                                                                       |
| 15-1-1958                                                             | Belfast                                                               | Irlanda del Nord                                                      | 2 – 1                                                                 | Italia                                                                | Qual. Mondiali 1958                                                   | -2                                                                    |                                                                       |
| 23-3-1958                                                             | Vienna                                                                | Austria                                                               | 3 – 2                                                                 | Italia                                                                | Coppa Internazionale 1955-1960                                        | -3                                                                    |                                                                       |
| Totale                                                                |                                                                       | Presenze                                                              | 7                                                                     |                                                                       | Reti                                                                  | -13                                                                   |                                                                       |

## Palmarès

### Competizioni nazionali
- Campionato italiano: 2

Inter: 1962-1963, 1964-1965

### Competizioni internazionali
- Coppa dei Campioni: 2

Inter: 1963-1964, 1964-1965
- Coppa Intercontinentale: 2

Inter: 1964, 1965

## Camei
Nel 1961 appare in un cameo nel film Il giudizio universale di Vittorio De Sica, in cui interpreta la parte di se stesso.